# Emanuele Belardi
Emanuele Belardi est un footballeur italien né le 19 octobre 1977 à Eboli (Italie). Ce gardien de but mesure 1,87 m pour 80 kg. Il évolue actuellement à Reggina.

## Carrière
Emanuelle Belardi a commencé sa carrière professionnelle avec la Reggina Calcio alors en Serie B pendant la saison 1995/96 où il ne dispute qu'un seul match. Il reste dans cette équipe jusqu'à la saison 2003/04 mis à part une courte expérience avec l'équipe de Turris évoluant en troisième division italienne pendant la saison 1997/98. Revenue à la Reggina, il y joue son premier match en Serie A le 19 décembre 1999 contre le Milan AC.
Néanmoins, il garde son rôle de deuxième gardien jusqu'à la saison 2000/01 où il devient le gardien titulaire de l'équipe pour la saison en deuxième division, ainsi que pour les deux suivantes en Serie A.
En 2004, à cause de ces prestations en demi-teintes, il quitte la Reggina pour Naples qui à l'époque vient de faire faillite et évolue en 3e division. Il y reste cinq mois avant de rejoindre Modène puis Catenzaro lors de la saison 2005/06.
Retourné à la Reggina à la fin de la saison, il est successivement prêté, puis vendu à la Juventus de Turin.
Depuis 2006, il est le remplaçant de Gianluigi Buffon et a réalisé de bonnes prestations lorsque l'entraîneur a fait appel à lui. 